# Faculté des sciences juridiques, économiques et sociales d'Agadir
 (décembre 2019).
Si vous disposez d'ouvrages ou d'articles de référence ou si vous connaissez des sites web de qualité traitant du thème abordé ici, merci de compléter l'article en donnant les références utiles à sa vérifiabilité et en les liant à la section « Notes et références ».
 (mars 2014).
Si vous disposez d'ouvrages ou d'articles de référence ou si vous connaissez des sites web de qualité traitant du thème abordé ici, merci de compléter l'article en donnant les références utiles à sa vérifiabilité et en les liant à la section « Notes et références ».
La Faculté des sciences juridiques, économiques et sociales d'Agadir est une composante de l'université Ibn Zohr d'Agadir, créée en 1999.
Elle accueille chaque année plus de 7 000 étudiants sur un campus de près de neuf hectares comprenant onze amphithéâtres de 250 places, de nombreuses salles d’enseignements dirigés et laboratoires de recherche ainsi qu’une magnifique[pourquoi ?] bibliothèque universitaire. C'est l'un des établissements importants de l'université Ibn Zohr d'Agadir, couvrant tout le sud marocain.

## Formation

### Présentation
« L'inscription aux filières est ouverte à tous les étudiants ayant un baccalauréat. Elle permet à l’étudiant de choisir l’une des filières disponibles à la faculté des Sciences Juridiques Économiques et Sociales d'Agadir. Elles sont de deux types : filière Droit arabe et Droit francais filière Économie et Gestion. »

### Organisation
Les différents enseignements qui composent chaque filière sont groupés en modules. Chaque module est composé d’une ou plusieurs matières (éléments de module). Les enseignements (modules) sont semestriels. Ces modules sont tous obligatoires, mais peuvent s'acquérir indépendamment les uns des autres et sont capitalisables. La filière assure la préparation et la délivrance des diplômes nationaux suivant les dénominations correspondant à l’architecture globale

## Filières et diplômes

### Filières
Outre une formation commune de base de qualité, la faculté offre aux étudiants un large éventail d’unités de valeur optionnelles, ainsi que 2 parcours de licence fondamentale , 5 licences professionnelles et 04 master recouvrant l’ensemble des thématiques économiques et juridiques.
Les filières (fondamentales) accréditées sont :
- Droit Arabe Public
- Droit Arabe privé
- Économie et Gestion : option Économie
- Économie et Gestion : option Gestion

### Diplômes
- Bac +2 : Diplôme d'Etudes Universitaires Générales (DEUG)
- Bac +3 : Licence des Etudes fondamentales (LF)
- Bac +5 : Master (M)
- Bac +8 : Doctorat (D)